# Josef Wenglein
Josef Wenglein (alemany: Joseph Wenglein)  (Múnic, 5 d'octubre de 1845 - Bad Tölz, 18 de gener de 1919) va ser un paisatgista i il·lustrador alemany.

## Biografia
Va néixer a Munic i és conegut pels paisatges. Va assistir tant a l'Acadèmia de Belles Arts de Múnic com a la Universitat Ludwig Maximilians, on va estudiar dret. Finalment, va optar per centrar-se completament en l'art i va trobar una posició als estudis del paisatgista Johann Gottfried Steffan. Per la seva recomanació, Wenglein es va convertir en estudiant d’Adolf Heinrich Lier, els mètodes coloristes del qual van tenir una influència significativa.
Les seves zones preferides per pintar eren l'altiplà de Baviera i la zona al voltant del riu Isar. Més tard, va ser ell mateix professor. El seu alumne més conegut va ser Otto Reiniger.

## Galeria

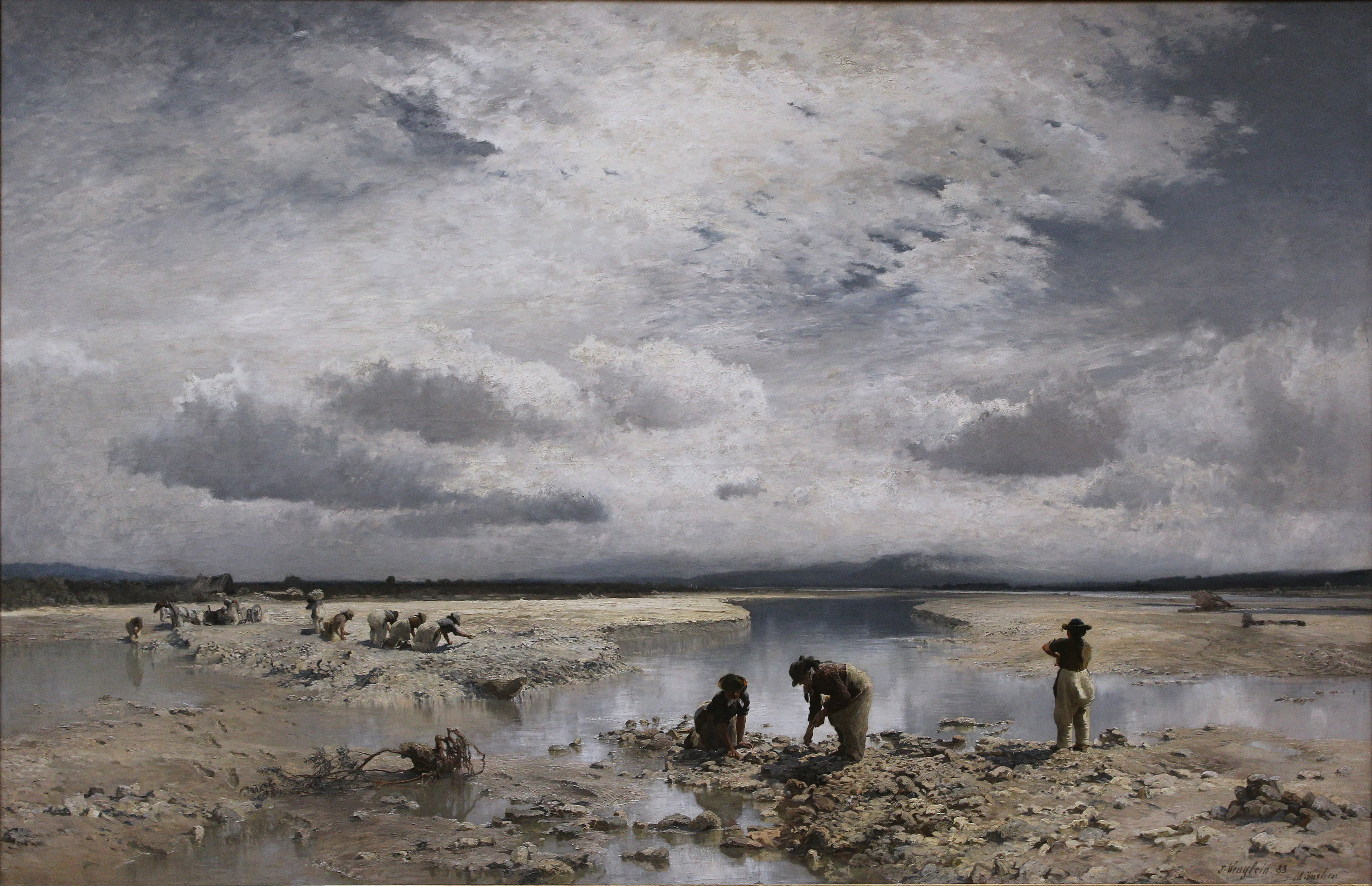
Buscadors de pedra calcària al llit de l'Isar (1883) prop de Tölz
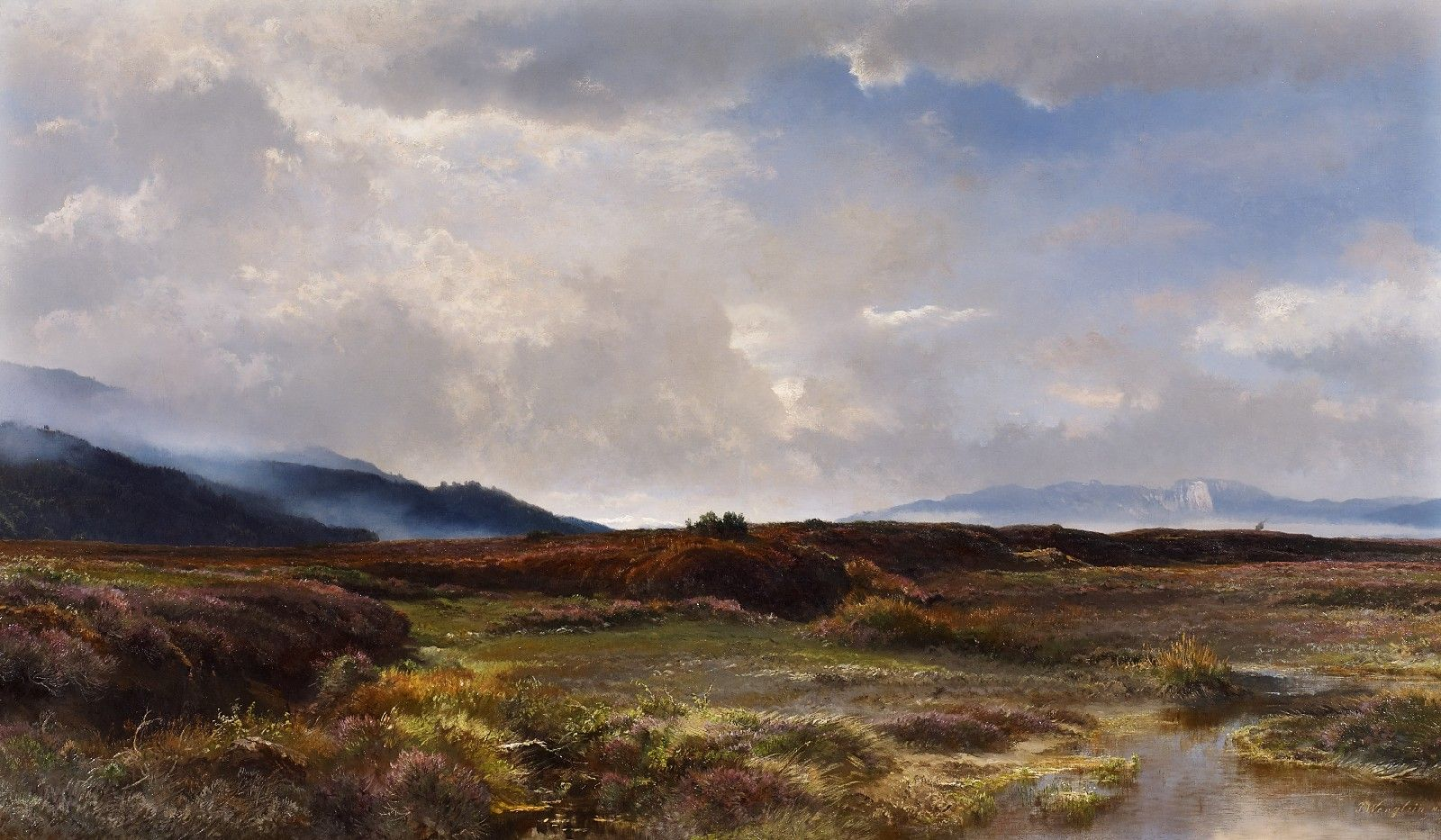
Ampli paisatge als Dachauer Moos
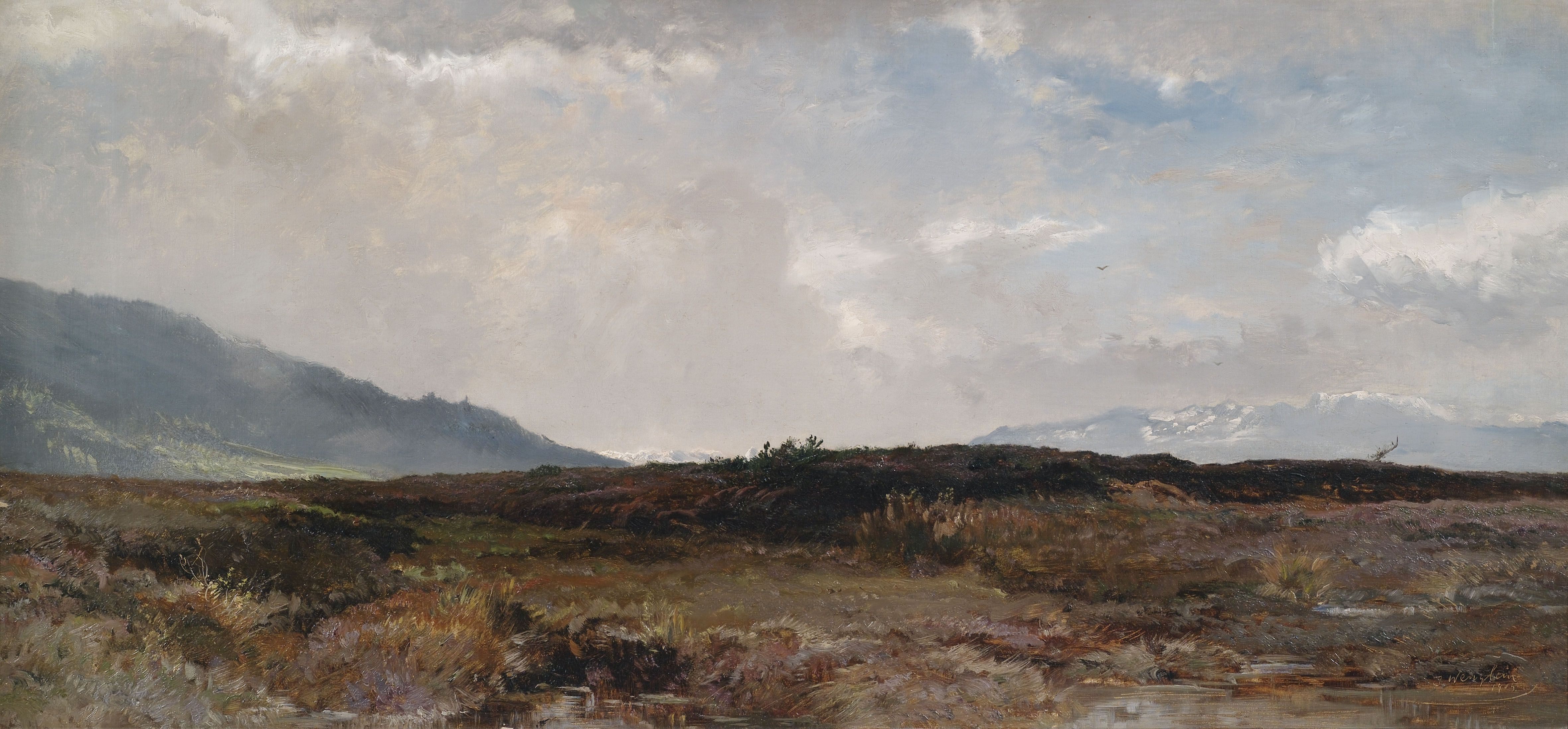
Voralpenlandschaft
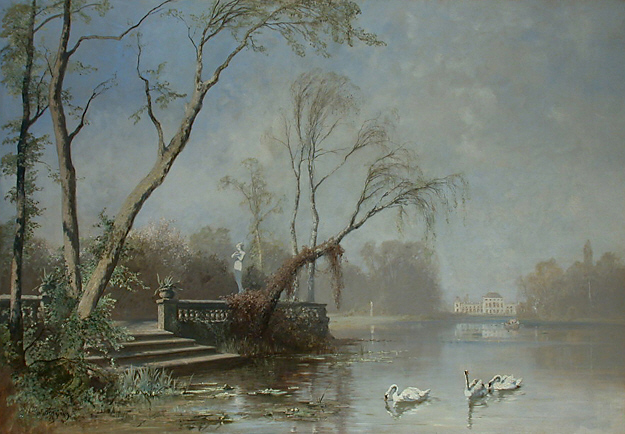
Palau de Nymphenburg
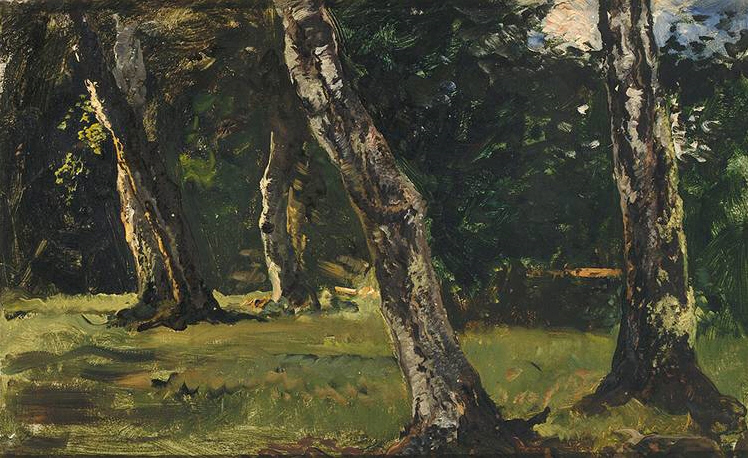
Paisatge del parc amb arbres vells
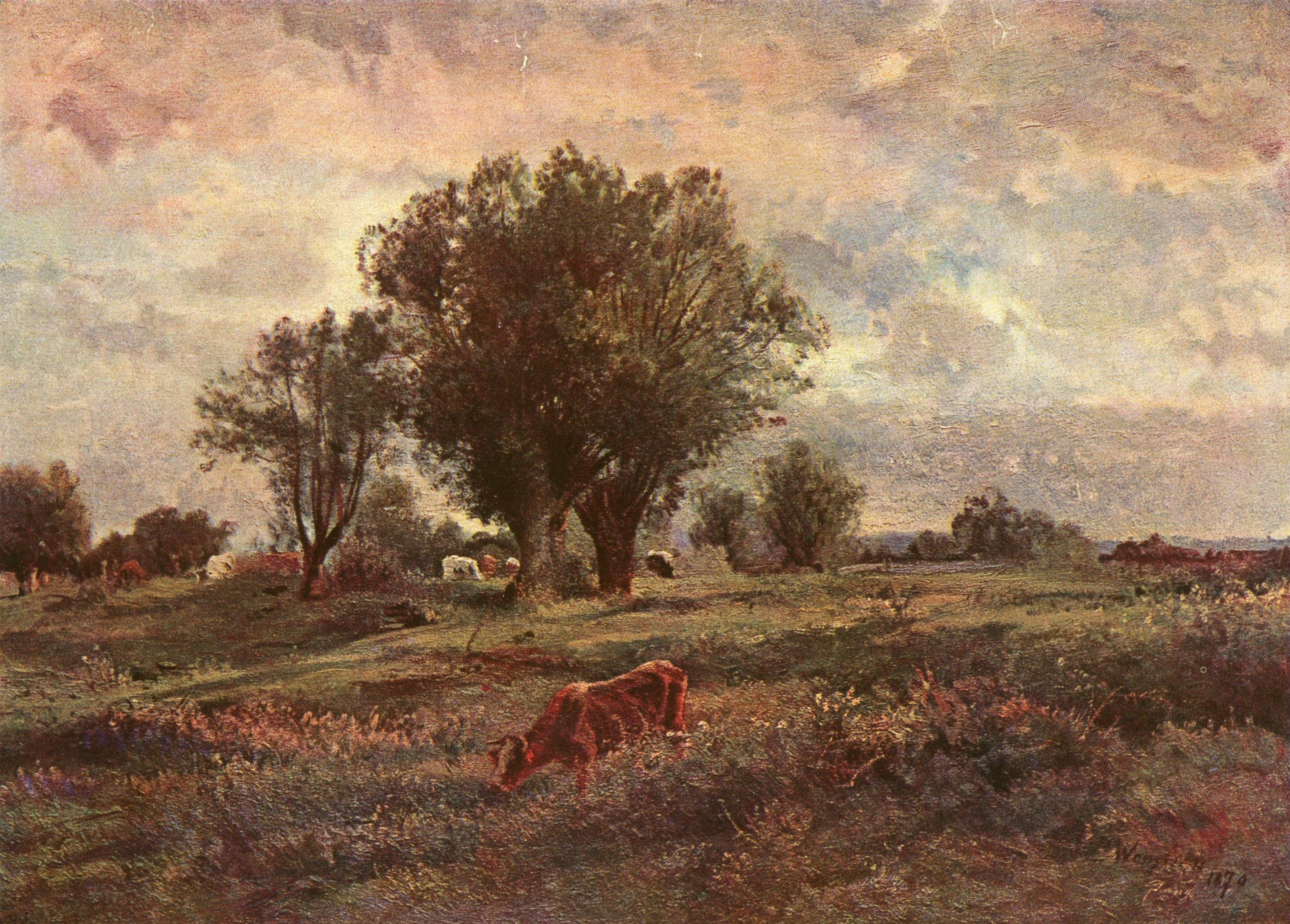
Weidegrund